# Heartbreaker. Licencja na uwodzenie
Heartbreaker. Licencja na uwodzenie (fr. L'arnacoeur) – francusko-monakijska komedia romantyczna z 2010 roku w reżyserii Pascala Chaumeila. Zdjęcia kręcono w Monte Carlo, Marrakeszu, Paryżu, Cannes, Nicei oraz Saint-Raphaël (Var).

## Opis fabuły
Alex Lippi jest zawodowym uwodzicielem. Zostaje zazwyczaj wynajęty do rozbijania niepożądanych związków. Otrzymuje zlecenie, aby zapobiec ślubowi angielskiego milionera z francuską dziewczyną z bogatego domu. Misja będzie niezwykle trudna, ponieważ para wydaje się być dla siebie stworzona.

## Obsada
- Romain Duris jako Alex Lippi
- Vanessa Paradis jako Juliette Van Der Becq
- Julie Ferrier jako Mélanie
- François Damiens jako Marc
- Andrew Lincoln jako Jonathan
- Helena Noguerra jako Sophie
- Jean-Yves Lafesse jako Dutour
- Jacques Frantz jako Van Der Becq

i inni

## Nagrody i nominacje
15. ceremonia wręczenia Satelitów
- nominacja: najlepszy aktor w filmie komediowym lub musicalu − Romain Duris

36. ceremonia wręczenia Cezarów
- nominacja: najlepszy film − Pascal Chaumeil, Nicolas Duval Adassovsky, Yann Zenou i Laurent Zeitoun
- nominacja: najlepszy pierwszy film − Pascal Chaumeil, Nicolas Duval Adassovsky, Yann Zenou i Laurent Zeitoun
- nominacja: najlepszy aktor − Romain Duris
- nominacja: najlepszy aktor w roli drugoplanowej − François Damiens
- nominacja: najlepsza aktorka w roli drugoplanowej − Julie Ferrier